# Cyrtandra longiflora
Cyrtandra longiflora là một loài thực vật có hoa trong họ Tai voi. Loài này được J.W.Moore mô tả khoa học đầu tiên năm 1933.